# نسران
نسران، روستایی است از توابع بخش مرکزی شهرستان نطنز در استان اصفهان ایران.

## جمعیت
این روستا در دهستان کرکس قرار داشته و براساس سرشماری سال ۱۳۸۵جمعیت آن ۲۵۷نفر (۶۷خانوار) بوده‌است.

## موقعیت
نسران در ۱۵ کلیومتری شهر نطنز با آب و هوای مطبوع و شغل اکثر ساکنان آن کشاورزی است. از امکانات ویژه این روستا می‌توان به راه‌آهن روستا، راه‌های ارتباطی (آزادراه)، مرکز بهداشت، مرکز ict، پایگاه مقاومت بسیج جوادالائمه (ع) و... اشاره کرد؛ این روستا در حوالی شهرک بزرگ صنعتی شجاع آباد قرار دارد که فرصت‌های شغلی زیادی را برای ساکنان این منطقه فراهم آورده‌است . ایستگاه راه‌آهن این روستا نزدیک‌ترین ایستگاه راه‌آهن به شهر نطنز است که ازین رو موقعیت مناسبی را برای رفت آمد پدید آورده‌است . سطح علمی جوانان این روستا در کل شهرستان بی‌نظیر است، به گونه‌ای که هر ساله در کنکور سراسری چندین و چند قبولی سهم جوانان پر تلاش این روستا است. 

روستاهای هم جوار روستای نسران :
۱- روستای میلاجرد
۲- روستای ابیازن
۳- روستای اسپیدان
مزارع اطراف:
۱- مزرعه علی آباد
۲- مزرعه محمد آباد
۳- مزرعه اسپیدان
۴- خداوندآباد
شهرهای همجوار:
۱- نطنز
۲- بادرود
۳- موغار
۴- مهاباد
۵- اردستان
در جوار این روستا رودخانه‌ای بسیار زیبا با چشمه‌های فراوان وجود دارد که این رودخانه به سد موغار منتهی می‌شود. کلیه سیلاب‌های به وجود آمد در زمان بارندگی از طریق این رودخانه منتقل می‌شود.
این رودخانه آب‌های کوی لای اسپیدان، دهستان طرق رود، کوه‌های اطراف طرق، روستاهای نیه، رحمت آباد، شمس آباد، مزرعه باباحاجی و نواحی اطراف آن را جمع‌آوری و منتقل می‌نماید.

## میوه‌های موجود در این روستا
۱- انار: باغ‌های فراوان انار(انارهای ترش و شرین) در این روستا وجود دارد که هنوز به صورت سنتی آبیاری می‌شوند.سرکه انار این روستا بسیار لذیذ و خوشمزه است.
۲- انجیر: انجیرهای سیاه و زرد را در این روستا می‌توانید فراوان بیابید. مردم این روستا انجیر را خشک می‌کنند و در زمستان از آن استفاده می‌کنند. همچنین از انجیر جوزقند(داخل انجیر بادام یا گردو قرار می‌دهندو خشک می‌کنند)درست می‌کنند.
۳- انواع سردرختی: سیب، زردالو، آلو، آلوچه، آلبالو، بادام و ... در باغ‌های این روستا وجود دارد.
همچنین در این روستا گندم، جو، پیاز، یونجه هم کشت می‌شود که بیشتر مایحتاج خود روستا را تأمین می‌کند. اکثر خانوارها در این روستا علاوه بر کشاورزی، دامپروری هم می‌کنند.